# Castello di Belforte (Timavo)
Das Castello di Belforte war eine mittelalterliche Festung auf einer künstlichen Insel in der Mündung des Flusses Timavo im Bereich der Gemeinde Monfalcone in der italienischen Region Friaul-Julisch Venetien. In den folgenden Jahrhunderten wurde die Burg, die für ihre harmonischen Formen bekannt war, aufgegeben und die Insel nach und nach vom Meer überspült.

## Geschichte

### Der Bau

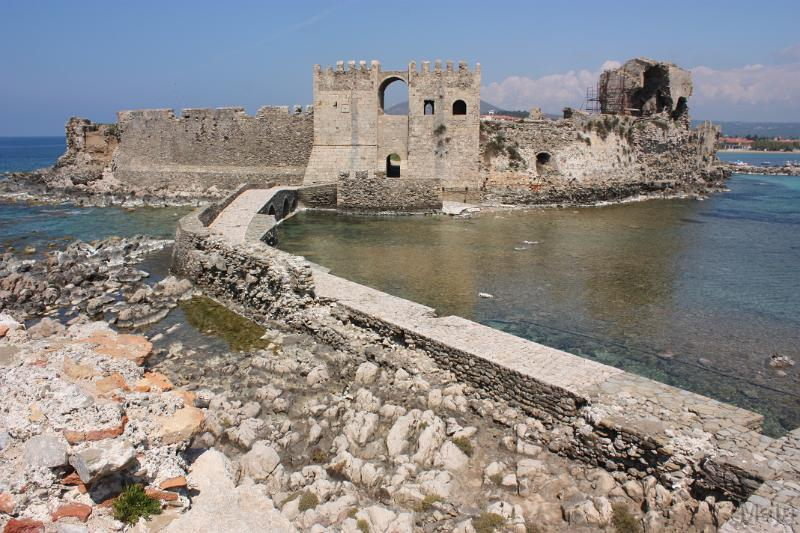
Die Ruinen der venezianischen Burg von Methoni in Griechenland, das möglicherweise dem verlorenen Castello di Belforte ähnelte.

Im Jahre 1284, im Krieg zwischen der Republik Venedig und dem Patriarchat von Aquileia, befahl der Doge Giovanni Dandolo den Bau einer Festung, die den Flusshafen am Timavo, den einzigen Ausgang zum Meer für das Patriarchat, das dem belagerten Triest Hilfe bringen konnte, blockieren sollte.
Am 27. oder 28. Juni wurden also an einer Untiefe vor der Mündung des Timavo drei alte Schiffe, die mit Felsbrocken beladen waren, versenkt. Steine und Erde, die mit anderen Schiffen herbeigeschafft wurden, komplettierten die Basis für die künstliche Insel mit kreisrunder Fläche, auf der die Festung erbaut werden sollte. Sie entstand vielleicht nach dem Muster der venezianischen Festungen Methoni und Koroni auf dem Peloponnes. Es wurde vermutet, dass zum Bau des Gebäudes auch die Fundamente eines alten Leuchtturmes aus altrömischer Zeit genutzt wurden.
Die neue Insel, die „a un tiro di balestra dalla costa“ (dt.: einen Armbrustschuss weit von der Küste entfernt) lag, war vor Sturmfluten durch eine Mauer aus Steinblöcken namens „Porporella“ geschützt. Die Bauarbeiten an der Festung, die fast vor dem alten Castello Vecchio di Duino lag, wurden 1285, in weniger als 10 Monaten, abgeschlossen.
Das Castello di Belforte, das teilweise mit einer Holzbrücke mit dem benachbarten Isolotto della Punta verbunden war, ermöglichte eine wirkungsvolle Sperrung des Verkehrs im Flusshafen des Timavo, auch durch ein zwischen den Ufern gespanntes System von Ketten.

### Das weitere Schicksal und die Aufgabe
Im Castello di Belforte war eine Garnison von etwa 100 Soldaten untergebracht und die Festung trug zur Belagerung von Triest bei, das 1285 kapitulierte. Die Erhaltungsarbeiten an der Festung wurden auch in den Folgejahren weitergeführt. Erst 1291 wurden nach den Friedensverträgen die Ketten, die den Eingang zum Hafen von Friaul des Timavo blockierten, entfernt.
Die Festung war weiterhin ein bedeutender Vorposten von Venedig in Richtung Friaul, eine Rolle, die nach dem Übergang von Triest an Österreich im folgenden Jahrhundert (1382) noch wichtiger wurde.
1420, nach dem Übergang von Monfalcone an Venedig, nahm diese Rolle wieder ab. Die Garnison gab die Insel auf und zog sich aufs Festland, auf die Höhe der Rocca di Monfalcone, zurück.
1493 beschrieb Marin Sanudo die Festung als bereits in Ruinen, aber ein Jahrhundert später beschrieb ein anderer Besucher noch die Form des Gebäudes und die „Porporella“.
Die letzten Spuren der Festung findet man sowohl auf einer Karte von 1651 als auch auf einer solchen von 1745.

### Castello di Belforte heute
Die Reste der Festung und der Insel liegen heute schlammbedeckt im Meer vor dem Industriegebiet Lisert (Monfalcone). Jüngste Untersuchungen haben ergeben, dass Festung und Insel auf einem Gebiet namens „Il Balo“ liegen könnte.